# Joseph Floret
Joseph Paul Marc Floret est un homme politique français né le 25 avril 1796 à Carpentras (Vaucluse) et décédé le 30 avril 1871 à Sorgues (Vaucluse).

## Biographie
Joseph Floret naît en 1796 à Carpentras au sein d'une famille de juristes. Son grand-père, François Floret, était vice-recteur du Comtat Venaissin, tandis que son père, Joseph Jean-Baptiste Philippe Floret, était président du tribunal civil de Carpentras. 
Jeune homme, il étudie le droit à la faculté d'Aix-en-Provence, où il se lie d'amitié avec Adolphe Thiers et François-Auguste Mignet. 
Avocat à Carpentras, il est un opposant libéral à la Restauration. Il est sous-préfet de Carpentras en juillet 1830, puis sous-préfet d'Aix-en-Provence en 1832. 
Il est ensuite nommé préfet du Var (1832-1835) par Adolphe Thiers qui le récompense pour son soutien politique. Pendant son mandat à la préfecture du Var, il est confronté à l'épidémie de choléra qui s'étend en Provence et ravage le département (notamment Toulon). Le dévouement dont il fait montre dans ses fonctions administratives au cours de cette crise lui vaut la reconnaissance des Varois. Le conseil général du Var, par une délibération du septembre 1835, vote le financement à ses frais et l'installation d'un portrait de Joseph Floret dans sa bibliothèque. 
Il poursuit sa carrière administrative en tant que préfet de l'Hérault (1835-1838) puis de la Haute-Garonne (1838-1841). 
Après avoir été destitué de sa fonction de préfet par le ministère de l'Intérieur, pour avoir suspendu la contribution sur les portes et fenêtres à Toulouse, il se lance dans la vie politique en 1841. Il est député de l'Hérault de 1842 à 1846, siégeant dans le Tiers-parti. Il cumule également les fonctions de maître des requêtes au Conseil d’État de 1836 à 1845. 
En 1848, il se retire dans le Vaucluse, sa région natale, et s'installe à Sorgues dont il devient le maire de 1850 à 1868. Il est conseiller général du canton de Bédarrides entre 1848 et 1868 et Président du Conseil Général de Vaucluse de 1848 à 1851.  

## Sources
- « Joseph Floret », dans Adolphe Robert et Gaston Cougny, Dictionnaire des parlementaires français, Edgar Bourloton, 1889-1891 [détail de l’édition]